# باشگاه فوتبال آستین
باشگاه فوتبال آستین (به انگلیسی: Austin FC)  یک باشگاه فوتبال حرفه‌ای است در آستین، تگزاس تأسیس شده و در لیگ برتر فوتبال ایالات متحده آمریکا بازی می‌کند.